# Architettura austriaca moderna
Con il termine architettura austriaca moderna si intende il periodo, che va dalla fine della Prima guerra mondiale alla metà degli anni sessanta del Novecento, in cui gli architetti rinnovano i caratteri, la progettazione e i principi dell'architettura in Austria.

## Il Movimento moderno in Austria
Nella prima fase del movimento moderno l'Austria non si trova in posizione di particolare rilievo, a causa della situazione politica, sociale ed economica che non favoriva lo sviluppo di un'organizzazione industriale, la quale va considerata come il vero supporto logico del movimento moderno. Gli architetti austriaci che aderiscono al movimento moderno conducono una serie di studi basati sulla ricerca di un metodo di progettazione, che mira ad assicurare una certa oggettività degli elaborati. Di conseguenza, nelle opere degli architetti austriaci del Movimento Moderno serpeggia un senso di velleità. Gli storici del Movimento Moderno sono così costretti a collocare l'Austria nel quadro del movimento tedesco e a considerare gli architetti austriaci come una "sottocategoria" del gruppo germanico. Nonostante questa collocazione, l'Austria allinea un gruppo di architetti di una certa importanza, fra i principali sono: Josef Frank, Oskar Strnad, Oskar Wlach, Franz-Heinrich Sobotka, Ernst Plischke, Lois Welzenbacher, Anton Brenner, Leopold Bauer.

### I maggiori esponenti
Josef Frank e Oskar Strnad appartengono alla generazione di architetti che ha iniziato a lavorare prima del primo conflitto mondiale ed hanno il compito di saldare la vecchia e la nuova cultura austriaca. Nelle loro opere, infatti, è presente la classicità austriaca mescolata alle nuove tendenze architettoniche dell'epoca. A questi due architetti va però anche dato il merito di aver saputo prendere le ricerche del movimento moderno europeo e di averle introdotte in Austria. Di loro vale la pena di ricordare una casa unifamiliare costruita a Vienna nella Wenzgasse nel 1931, e un'altra nella Chimanistrasse nel 1936.
Alla generazione leggermente più giovane appartiene invece Ernst Plischke, di cui va ricordata una casa unifamiliare nel Wienerwald del 1931. Realizzato da Leopold Bauer, Hans Glaser e Ernst Lichtblau è il Paul Speiser Hof realizzato nel 1929.
Un altro architetto molto importante della stessa generazione di Plischke è Anton Brenner che tra il 1922 e il 1924 costruisce per il comune di Vienna un gruppo di case e, nel 1930, a Francoforte una casa a ballatoio.

### La fabbrica di tabacco di Linz
Uno degli edifici più importanti è la fabbrica di tabacchi realizzata a Linz da Peter Behrens dal 1929 al 1938. Il complesso era costituito da un gruppo di edifici, una parte dei quali aveva funzione soltanto amministrativa, mentre il corpo principale che, in curva, dominava e caratterizzava il complesso, conteneva i reparti manifatturieri. Il motivo delle finestre a nastro, che si protrae per un centinaio di metri su di una superficie in curva ripetendosi per più piani, conferisce all'edificio una dinamicità che è maggiormente evidenziata dalla sua collocazione urbanistica. Questo corpo di fabbrica, infatti, è situato lungo una stretta strada di campagna.

### L'AG di Graz
Tra le realizzazioni che vale la pena di segnalare nell'ambito del movimento moderno è l'edificio per gli uffici amministrativi della società comunale AG di Graz realizzato da Steinbuchl e Rheinwall nel 1932. Questo edificio era collocato ad angolo fra due strade, suggerendo ai progettisti una soluzione che accentuasse l'angolo costruendoci il corpo centrale della scala, a torre rettangolare, ai fianchi del quale s'accostavano i due corpi destinati ad uffici.

## L'urbanistica di Vienna dal 1918 al 1932
Uno dei temi principali della vita edilizia della città di Vienna nella prima metà del XX secolo è stata la situazione degli alloggi economici. La grandissima industrializzazione agli inizi del Novecento provocò un imponente flusso immigratorio verso la capitale da tutte le parti dell'Austria, determinando così una situazione edilizia che accomuna la capitale austriaca al destino delle città industriali del XIX secolo. Il tipo di alloggio più comune consisteva di solito in una sola stanza con vista sull'esterno, una cucina passante e affacciante su di un ballatoio e i gabinetti disposti lungo quel ballatoio in un unico gruppo.
Tali alloggi minimi accoglievano frequentemente oltre 4 persone e, in molti casi, gli affittuari erano costretti a subaffittarli. Questa situazione edilizia era ancora diffusa fino al 1918, alla fine della Prima guerra mondiale.
Questo scandaloso disagio edilizio non si differenzia in modo sostanziale da quello di altre nazioni nello stesso periodo (inclusa l'Inghilterra). Ciò che impressiona è che il sistema amministrativo della città di Vienna sembri quasi impotente davanti al problema degli alloggi economici.
La strada che il Comune di Vienna ha ritenuto di percorrere per cercare di risolvere il problema degli alloggi operai è senza dubbio uno dei tentativi più interessanti compiuti in quel periodo. Mentre gli altri Paesi europei costruiscono case economiche basandosi su investimenti finanziari con restrizione a lungo termine, il Comune di Vienna imposta invece il problema su di un piano diverso: quadrare il bilancio tra le entrate (cioè gli affitti) e le uscite, costituite dalle somme spese per il programma di investimento.
Il 21 settembre 1922 il Consiglio Comunale prese la decisione di costruire 25.000 abitazioni e i successivi ampliamenti del programma determinarono la costruzione di complessivi 60.000 alloggi.
I complessi viennesi sono infatti come grossi isolati chiusi verso la strada, sulla quale si affacciano con una edilizia marginale, ed aperti verso gli spazi interni. La grande dimensione di questi ultimi e le loro attrezzature di carattere sociale (scuole, negozi, locali collettivi, campi di gioco ed altro), rendono i complessi stessi veri e propri quartieri autonomi.
È possibile riconoscere, inoltre, i successivi stadi dello sviluppo dei quartieri viennesi, che si dividono in quattro fasi: la prima fase dove il complesso è poco più che la dilatazione di un grosso edificio con cortili interni; la seconda fase dove si giunge al concetto di superblock chiuso all'esterno, con cortili; la terza fase nel quale il "superblock" si articola all'interno; e infine la quarta fase nella quale il superblock si apre verso la strada.
In tutti i quartieri viennesi, i tracciati simmetrici per la rete stradale e l'uso dell'isolato con facciate unitarie appartengono alla tradizione accademica austriaca.
L'impressione che si ha entrando in questi complessi è sempre quella di uno spazio urbano vitale e stimolante. Il valore degli elementi architettonici va a unirsi con gli elementi paesaggistici presenti proprio in funzione della vastità interna. La qualificazione spaziale è così ottenuta, attraverso un attento rapporto di scale tra valori urbanistici e valori architettonici. La qualificazione formale non incide in questi complessi, piuttosto è il richiamo all'impegno civile quello che costituisce il valore formale dei quartieri viennesi. Mentre i quartieri razionalisti contemporanei presentano sempre una specie di resistenza ad essere inglobati nella città che li circonda, con l'integrazione tra elementi architettonici e gli elementi paesaggistici, invece, i quartieri viennesi vengono inseriti nel paesaggio urbano.

### Le principali abitazioni
Le realizzazioni del comune dal 1922, all'interno del cosiddetto periodo della Vienna rossa, sono numerosissime: una delle prime è la Siedlung am Heuberg del 1922 dovuta a Adolf Loos e Hugo Mayer. L'edificio consta di un gruppo di case a schiera con struttura a setti murari portanti, disposte in cima ad un pendio e dotata ciascuna di una zona ad orto. I più interessanti tra i complessi per la dimensione e le caratteristiche sono il Winarsky-Hof, realizzata da Peter Behrens, Josef Frank, Oskar Strnad, Oskar Wlach, il Reumann-Hof dell'architetto Hubert Gessner, entrambi del 1924; il Karl Seitz-Hof di Gessner del 1926; il famoso Karl Marx-Hof dovuto ad Ehn ed il Washington-Hof degli architetti Karl Alois Krist ed Robert Oerley realizzato nel 1927; l'Angles-Hof di Perco costruita nel 1930. Nella realizzazione del programma comunale si impegnano tutte le forze migliori della cultura architettonica austriaca, tra cui Popp, Hoffmann e Holzmeister. Il linguaggio figurativo dei vari edifici realizzati dal Comune viennese, fondato sui singoli blocchi di abitazioni, si riferiscono ad un repertorio formale più recente rispetto agli edifici costruiti nei primi anni del Novecento in Austria. I piani sono marcati da fasce marcapiano continue messe in valore da cornici sporgenti; le finestre determinano con un ritmo costante lo spazio compreso tra una fascia marcapiano e l'altra. Gli elementi grafici, infine, animano tutto l'insieme fino ad unirlo con l'ambiente circostante, ricercando valori ottici e paesistici.

## Lo sviluppo edilizio austriaco
Sulla falsariga delle esperienze compiute dal Deutscher Werkbund e in particolare del quartiere realizzato a Stoccarda dagli architetti del movimento moderno, anche i viennesi organizzano nel 1932 una esposizione per documentare la loro attività e costruiscono un quartiere nella periferia di Vienna. Il confronto fra i due quartieri è molto significativo in quanto si coglie il difficile clima nella quale il movimento moderno è costretto a muoversi.
L'esperienza di Stoccarda aveva lo scopo di documentare l'esistenza di un movimento moderno già ad estensione internazionale che si presentava compatto riguardo ad alcuni elementi di base, così da pretendere di offrirsi come valida alternativa alla cultura architettonica ed urbanistica degli anni trenta del Novecento in Germania. Questa voglia di affermazione è documentata dall'accurata selezione dei tipi edilizi realizzati nell'esposizione.
La stessa struttura del quartiere di Stoccarda esprime del resto questo criterio. Il lungo edificio di Mies van der Rohe costituisce la spina compositiva principale attorno alla quale si dislocano tutti gli edifici. Il criterio che ha guidato la strutturazione del quartiere si attua indipendentemente dalle fortissime differenze che caratterizzano gli apporti dei singoli architetti di ciascuna delle nazioni rappresentate.
Per l'Austria sono poche le speranze che l'edilizia possa avere uno sviluppo tale da sperimentare le nuove tecniche e tipologie.
Il piano di incremento dell'edilizia residenziale cessa di funzionare verso il 1929. In questo clima si realizza il quartiere viennese del Werkbund, situato in una zona di lieve collina nei sobborghi della città.
I viennesi invitano a collaborare alla sua edificazione architetti da ogni parte del mondo, ma su oltre una trentina di invitati solo una decina erano stranieri, gli altri invece tutti viennesi. Questo fatto conferisce all'impostazione del quartiere un'importanza minore rispetto all'esempio di Stoccarda e, di conseguenza, la rende un episodio locale.

## L'architettura austriaca nel periodo nazista
A causa della crisi economica che va dal 1929 al 1931, in Austria diminuiscono le iniziative nel campo edilizio. Con la trasformazione della nazione in "gau" del III Reich nel 1935 si completò quel processo di germanizzazione che fino ad allora si era mantenuto allo stato latente.
Sul piano culturale, l'Austria entra decisamente nell'orbita tedesca, anche a causa del controllo dell'ideologia da parte del nazismo al potere.
Il nazismo aveva una predilezione per il campo architettonico, in quanto considerava l'architettura una delle forme d'arte "utilitarie".
Il nazismo riteneva che l'architettura fosse un valido strumento per un miglior controllo sociale: nelle realizzazioni architettoniche di questo periodo, infatti, il nazionalismo diede un'immagine di sé del tutto incontrastata, controllando la società grazie alla grande padronanza del potere e in seguito allargando questo potere a tutte le attività artistiche.
La responsabilità di far diventare l'Austria nazionalista, in campo architettonico e urbanistico, è data all'architetto tedesco Albert Speer.
Il congresso nazionalsocialista del 1935 aveva dettato precise indicazioni sui concetti di "architettura politica" e "moduli costruttivi simbolici", affermando l'importanza ideologica di una città come un insieme di edifici e di attrezzature che nel loro insieme dovevano dimostrare la presenza di un potere centralizzato e politicamente ben formato.
L'architettura degli anni quaranta del Novecento non presenta particolare importanza: si ricorda una casa per ufficiali tedeschi di Vienna realizzata da Josef Hoffmann e, sempre da lui, studi su piccole abitazioni unifamiliari o per le vacanze. Del 1945 è un progetto per la costruzione di un Museo Hanak da costruirsi nell'Augarten di Vienna. Il complesso è immaginato come un'esposizione all'aperto fatta da una serie di padiglioni di stile "Sezession". Infine, uno dei complessi da mettere in evidenza, sono le torri per la contraerea innalzate a Vienna da parte di Friederich Tamms.
Oltre a quello finora descritto, il periodo nazista in Austria ha lasciato poche documentazioni architettoniche di rilievo in quanto il III Reich interviene soprattutto in Germania. Gli interventi maggiori fatti in Austria servivano solo per una crescita a livello economico-industriale in funzione delle esigenze del Reich stesso.

### Il centro culturale di Linz
Il centro culturale di Linz è una delle più importanti realizzazioni architettoniche ed urbanistiche del periodo nazista austriaco. L'idea è nata dal fatto che Linz, oltre ad essere stata una delle città dell'infanzia di Hitler, è icona della cultura austriaca.
Nelle vicinanze ci sono i due monasteri di Sankt Florian e di Melk attorno ai quali si erano concentrati una scuola pittorica importantissima (la scuola del Danubio), edifici tardo barocchi e centri di cultura musicale. Così il regime nazista poteva dimostrare un interesse culturale e al tempo stesso valorizzare, a livello propagandistico, l'unione culturale e politica tra la Germania e l'Austria.
La città di Linz stava già progettando dal 1938 un piano regolatore per tener conto dello sviluppo della città dovuto ai nuovi insediamenti industriali della zona. Il piano condotto sotto la direzione degli architetti Estermann e Oberhuber prevedeva la sistemazione del centro storico di Linz (il cuore cittadino) che era disposto lungo l'asse principale di attraversamento della città. La direzione del piano era affidata ad Albert Speer che l'approva nel 1939 con una diretta influenza di Hitler.
Il problema urbanistico di Linz è quello di assicurare un logico sviluppo della rete dei trasporti attraverso il Danubio e la costruzione di una nuova rete viaria per i collegamenti stradali con altri centri industriali e di consumo della regione. Viene a questo punto l'idea di fare di Linz un luogo di riferimento della politica culturale del nazismo.
Il problema del centro storico di Linz si inquadrava sullo stile classico della tradizione austriaca che viene messo in evidenza grazie all'uso di schemi assiali e rettilinei. Sulla parte nord della città si instaurava l'attraversamento del Danubio con un ponte (ponte dei Nibelunghi) il cui ingresso era caratterizzato da due colonne sormontate da aquile. Tutto il complesso di edifici che formavano la testata del ponte è dovuto a Roderick Fick. La parte sud, invece, era caratterizzata da edifici appartenenti al periodo tardo barocco austriaco.
L'intervento più importante è stato sicuramente il centro culturale vero e proprio che, con una lunghezza di oltre un chilometro, era equivalente all'estensione di tutta la città di Linz. Nel centro culturale trovavano posto il teatro dell'opera, il teatro per operetta, una sala di concerti, un cinema, una libreria, caffè, sale di ritrovo e soprattutto una galleria di pittura, progettata da Fick sulla base di uno schizzo dello stesso Hitler.
Il corpo urbanistico del centro culturale di Linz era costituito da due testate agli estremi di un asse: nella testata nord erano collocati gli edifici più culturali; nella testata sud trovano posto la stazione passeggeri e due grossi edifici amministrativi (la direzione delle ferrovie e la direzione delle poste) e sul lato ovest dell'asse porticato si disponeva, inoltre, un parco al quale si accedeva dal porticato stesso.

## L'architettura austriaca nel secondo dopoguerra
La fine della seconda guerra mondiale lascia l'Austria in uno stato di disagio politico, economico e sociale.
In particolare, la cultura architettonica austriaca sembrava essere uscita dal dopoguerra particolarmente provata: molti architetti delle generazioni precedenti erano morti o si erano allontanati dall'Austria. Tra gli architetti che sono emigrati vale la pena ricordare Josef Hoffmann, Franz Schuster, Welzenbacher e Lichtblau. Con il ritorno alla normalità, gli architetti austriaci si trovavano a fare i conti con l'interruzione dell'attività bellica e il cambiamento dell'ambito culturale che era caratterizzata dall'analisi psicologica e dalla produzione artigianale.
Sulla base di questo disagio culturale, gli architetti austriaci di nuova generazione attuano, a livello pratico, un processo di sperimentazione edilizio, riallacciandosi però, a livello storico, alla cultura austriaca della fine degli anni trenta del Novecento.

### L'Arbeitsgruppe 4
Per aggiornarsi sulle nuove esperienze culturali, il direttore della Sommerakademie di Salisburgo chiama nel 1956 Konrad Wachsmann e Lois Welzenbacher a tenere dei corsi estivi di specializzazione. È questo un fatto determinante per la formazione di un gruppo di giovani architetti che, in seguito, prenderà il nome di "Arbeitsgruppe 4". La voglia di sperimentazione di Wachsmann trova nei suoi assistenti, Kurrent e Holzbauer, i protagonisti del "Arbeitsgruppe 4", e in Garstenauer, Gross, Gsteu, Uhl una corrispondenza vivace e convinta. Complessivamente, a far parte dell'Arbeitsgruppe 4 furono: Wilhelm Holzbauer, Friedrich Kurrent, Johannes Spalt e Otto Leitner. Il metodo di insegnamento di Wachsmann (ovvero quello dei seminari), determina un aumento del desiderio di lavoro di gruppo e della libera sperimentazione nei nuovi architetti. Il primo risultato ottenuto da Wachsmann è uno studio per la chiesa di San Floriano a Vienna.

#### Chiesa parrocchiale di Parsch
Una piccola opera realizzata tra il 1953 e il 1956 è la chiesa parrocchiale di Parsch nei pressi di Salisburgo.
Il problema principale era quello di ampliare la cappella di epoca barocca: Spalt e Kurrent crearono un nuovo organismo che inglobasse la parte antica in modo che, a trasformazione attuata, fosse il nocciolo del nuovo complesso religioso, collocandolo ai valori spirituali tradizionali.
L'interno è tutto basato sul contrasto altimetrico tra la zona bassa delle antiche volte e la zona alta (quasi il doppio) delle parti nuove. Questo gioco di altezza è rilevato anche dal gioco di luce, in quanto la parte alta è maggiormente illuminata della parte bassa quasi lasciata alla penombra. Il risultato è una maggiore valorizzazione spaziale della zona antica.
La semplicità dell'altare centrale, del fonte battesimale, dell'organo e degli arredi, inoltre, viene resa compartecipante di un risultato complessivo dell'opera.
La realizzazione della chiesa è frutto non delle esperienze culturali wachsmanniane, ma dal recupero delle lezioni di Loos e della scuola viennese alla quale l'Arbeitsgruppe 4 si collega sentimentalmente e programmaticamente.
Il linguaggio architettonico tenuto nell'esterno della chiesa ne è la prova tangibile, in quanto ci sono superfici lisce con intonaco bianco. L'aspetto "artigianale" di questa architettura è messo in rilievo anche all'esterno del profondo vano, intrecciato da capriate lignee in vista, che accoglie le campane. L'aspetto strutturale e concettuale che caratterizza questa piccola ma particolare chiesa ha suggerito agli architetti di risolvere in un'unica falda inclinata la parte centrale della zona di ampliamento. Ed è proprio questa falda che costituisce il vano delle campane.

#### Centro religioso di Steyr-Ennsleiten
L'impronta lasciata da un gruppo di architetti allievi di Wachsmann è il Centro religioso a Steyr-Ennsleiten realizzato da Holzbauer, Kurrent, Spalt e Gsteu. L'organizzazione che compone l'intero complesso di edifici è a forma di reticolo di un metro e venticinque centimetri di lato, sul quale si dispongono gli edifici. A livello strutturale, gli edifici in questione sono fatti in cemento armato a forma di X. Grosse travi lineari di varia misura, inoltre, collegano fra di loro i vari elementi, i quali vengono a trovarsi accoppiati.

#### Collegio San Giuseppe di Aingen
Il Collegio San Giuseppe di Aingen è l'opera più matura del Arbeitsgruppe 4, realizzata nel periodo che va dal 1961 fino al 1964.
La dimensione degli elementi del collegio e la struttura in acciaio hanno giovato al concetto di insieme: l'organismo, infatti, è costituito da una cappella su pianta quadrata disposta al centro e, attorno ad essa, è situato un corridoio che divide su due livelli gli ambienti necessari.
Al pianterreno, sul lato d'ingresso, si trovano i locali amministrativi e, sul lato opposto, i locali sociali. Sugli altri due lati, infine, ci sono da una parte i servizi e dall'altra gli alloggi per le religiose. Al piano superiore sono situate le celle per gli ospiti del collegio.
La razionale stereometria dell'impianto è ravvivata da un'elegante partitura dei pannelli di chiusura perimetrale.
Le rientranze dei balconi del piano superiore, inoltre, spezzano il complesso rendendolo animato.

### Il piano urbanistico viennese
A differenza delle varie capitali europee, nel dopoguerra Vienna vede la sua popolazione diminuire drasticamente e l'età media salire. Questo disagio non rende più semplici i problemi urbanistici della città.
Il piano di Vienna, la cui elaborazione parte dal 1958, inizia da questo aspetto umano e su di esso fonda le varie proposte di riassetto urbanistico. Uno dei caratteri principali di questa vicenda urbana è il metodo di indagine che il Comune di Vienna intende adottare.

#### Il piano di Rainer
La direzione del piano urbanistico, dal 1958 al 1961, vede come protagonista l'urbanista Roland Rainer. Precedentemente, però, il Comune di Vienna aveva già elaborato alcuni tipi di residenza in una serie di studi che iniziano dal 1945, tra i quali spicca la proposta di Welzenbacher per l'organizzazione del canale del Danubio.
Rainer importa un'ipotesi urbanistica che prende il nome di "Planungskonzept" che si basa sul concetto di una città lineare e conforme. Questo concetto scaturito da Rainer inizia dall'analisi della zona che va da Vienna a Wiener Neustadt, sostenendo che in quest'area ci sono residenze di lavoratori che fanno i pendolari tra sud e nord.
Per costruire al meglio il proprio progetto, Rainer guarda contemporaneamente all'urbanistica scandinava e a quella inglese, partorendo una serie di principi: arieggiando quartieri troppo densi e arricchendo quelli più dispersi; riorganizzando i quartieri misti in quelli di sola abitazione e suddividendo la città in varie zone per dare ad ognuna di loro una particolare configurazione. Tra i centri principali sono da citare quello di Hietzing e quello di Kagran.
Le idee di Rainer vennero subito accettate dal Comune e hanno costituito la base per la piattaforma dell'opera dei vari piani di settore. Ci sono, inoltre, vari elementi da tener presente: la realizzazione del piano prevedeva una conservazione attiva della parte storica della città nel tentativo di riportarla alla funzione di centro direzionale della cultura; ma l'espansione delle zone residenziali nel modo previsto investiva distretti amministrativi e regionali diversi da quelli di Vienna e ciò avrebbe reso problematica la riuscita del piano.
Un altro elemento interessante del progetto Rainer sono le zone verdi: gli elementi paesaggistici e le altre infrastrutture, infatti, vengono messi alla pari, così da qualificare al meglio la città.

#### Il piano dell'Arbeitsgruppe 4
Un altro importante progetto venne dagli architetti dell'Arbeitsgruppe 4, che prevedeva l'ampliamento della città in direzione est, cioè tra Kagran e Floridsdorf. L'obiettivo principale era quello di agglomerare il nuovo insediamento entro strutture chiamate "Wohnberge" (montagne per abitazioni): la caratteristica di queste abitazioni è appunto quella della loro agglomerazione verso l'alto a tal punto da assumere una forma di una montagna. Questi complessi dovevano essere realizzati con tecniche costruttive tra le più avanzate. Un altro tipo edilizio è quello concepito per la realizzazione del vero nuovo centro. Si tratta di complessi chiamati "grattacieli orizzontali", realizzati con una certa quota da terra e poggiati su strutture che lasciano via libera alla vista del Danubio. Queste torri verranno poi prese in considerazione per l'attuazione di altri grattacieli residenziali sulla falsariga del quartiere "Marina City " di Chicago
La proposta di Rainer e quella dell'Arbeitsgruppe 4 si differenziano fra di loro in maniera sostanziale, in quanto Rainer adotta un'urbanistica inglese tradizionale e scandinava del dopoguerra, mentre l'Arbeitsgruppe 4 adotta elementi dell'urbanistica internazionale. I due piani verranno realizzati insieme nonostante il loro profilo del tutto contrastante.
Entrambe le proposte vengono realizzate sulla base di un'analisi approfondita e oggettiva, senza pregiudizi per la loro provenienza culturale.

#### I piani del Comune di Vienna
Il Comune di Vienna realizzò un piano nel 1965 per la costruzione delle abitazioni, in quanto circa il 10% delle case vennero distrutte dalla guerra. Si dovette infatti adottare un programma che attuava una vasta gamma di abitazioni a paragone con quelle edificate negli anni venti del Novecento. Il responsabile di questo programma fu il prof. Brunner che, con la collaborazione dei maggiori urbanisti dell'epoca, abbandona il concetto di Superblock e attua complessi residenziali con attrezzature sociali (giochi per bambini, centro commerciale, luoghi di sosta per le madri e per i vecchi) in base alle dimensioni del quartiere. Nel periodo che va dal 1947 al 1964 si arrivò così a costruire un totale di 86.500 abitazioni. Per arrivare a questo numero, il comune di Vienna promosse una serie di concorsi, in cui risultarono molto interessanti quelli relativi ai centri di Kagran, Per-Albin-Hansson-Siedlung e il quartiere in Eisenstadtplatz. Oltre alla struttura, si sono attuati anche programmi per gli aspetti tecnici e di arredamento, sperimentando nei prefabbricati sistemi di pareti spostabili e impianti di riscaldamento.

#### Linz nel dopoguerra
Oltre alla situazione architettonica viennese, una delle città che merita grande attenzione è Linz. Dopo la guerra e la caduta del nazismo, Linz si trova ad essere uno dei grossi centri industriali austriaci, ma le distruzioni belliche precedenti non hanno attrezzato la città alle nuove esigenze edilizie.
Infatti, la rete di navigazione sul Danubio deve essere rimessa in sesto e si necessita di un ulteriore collegamento via terra. D'altra parte anche la dislocazione dei nuovi insediamenti residenziali ha bisogno di essere riordinata ed equiparata.
Per risolvere questi problemi, il piano adottato nel 1961 si prefissa di trasformare la città di Linz in un centro di collegamento con le zone industriali limitrofe, aggiustando il sistema di navigazione del Danubio e delle varie infrastrutture. Parallelamente si è sviluppato il settore delle comunicazioni, collegando la città alla rete autostradale nazionale.
Oltre ai funzionari degli uffici tecnici comunali, molti tra i principali architetti austriaci parteciparono allo sviluppo della città. Una parte importante per il programma di residenza è svolta dall'architetto Artur Perotti che nel 1957 elaborò un progetto per una zona residenziale collegata agli assi di penetrazione cittadini, che concluderà l'anno successivo con la collaborazione dell'architetto viennese Carl Appel. Un altro settore che riceve particolare importanza è quello della pubblica utilità, che si basa su concorsi per scuole, per attrezzature pubbliche, ecc. L'aspetto interessante di questa realizzazione è che l'ambito architettonico viene messo quasi in secondo piano e integrato con i più recenti orientamenti pedagogici. Lo stesso tipo di considerazione si può fare con altri episodi architettonici come ad esempio la casa per anziani di Fanta, Harrienger, Zelenka e Wallisered ed il concorso per la sala da concerti "Bruknerhalle" il cui premio è andato all'opera di Heikki Siren, che prevede una sala di altezza ridotta con pianta a ventaglio disposta sulla riva del Danubio.

### Il Festspielhaus di Salisburgo
Il complesso degli edifici per spettacolo di Salisburgo comprende più parti e corpi di fabbrica che iniziarono da quelli dell'ex scuola di equitazione (la Felsenreitschule) fino ai numerosi complessi via via realizzati. Alla fine della guerra e alla ripresa delle attività musicali, questo complesso non aveva una funzione precisa e le sue dimensioni non erano tali da poter ospitare al meglio le manifestazioni del Festival di Salisburgo che presenta dal 1920 i maggiori artisti del panorama della musica classica internazionale.
Nel 1953 fu dato perciò l'incarico a Clemens Holzmeister di preparare un progetto per la sistemazione del nuovo Festspielhaus. Il progetto comprendeva un complesso di edifici e spazi urbanistici che creavano il Festspielbezirk. Questo ampliamento di edifici adottato da Holzmeister fu approvato dal cancelliere della repubblica Raab, modificando le sistemazioni degli spazi limitrofi. I lavori iniziarono nell'autunno del 1956, demolendo 55.000 metri cubi di roccia, che impedivano l'ampliamento del complesso scenico, per portarlo alle dimensioni prestabilite.
Nel 1960, il Festspielhaus era composto da cinque parti principali: il nuovo edificio, il vecchio edificio, l'antica scuola di equitazione, la sala per gli usi di rappresentazione civica e il foyer.
Per quanto riguarda l'aspetto architettonico l'opera presentava un inserimento urbanistico e una compenetrazione con il paesaggio roccioso sovrastante. L'architettura del Festspielhaus si manifestava maggiormente nella parte scenica realizzata in cemento armato che determinava una sobrietà che si incrocia con il paesaggio roccioso.
Grazie ad una serie di caratteristiche strutturali che animano l'insieme, il Festspielhaus presentava uno stile arcaico ed orientale tipico delle realizzazioni di Holzmeister. Uno dei problemi architettonici del complesso era il suo sbocco sulla strada, in quanto le varie opere che occupano quella parte (come ad esempio la fontana e il portale di Fischer von Erlach) frenavano le libere caratteristiche architettoniche dell'opera.
Nonostante di questi limiti, però, Holzmeister intervenne brillantemente, realizzando sulla Hofstallgasse due zone sovrapposte secondo un procedimento che ricorda il barocco austriaco. La parte basamentale evidenziava i due antichi portali restaurati, mentre la parte soprastante era arricchita dai motivi reggitorcia affiancati ad ogni lato delle finestre.
Holzmeister è riuscito qui a unire, tra passato e presente, gli elementi che ricordano il barocco austriaco e quelli che ricordano le più recenti produzioni della Wienerwerkstatte.
L'interno presentava stili differenti: l'atrio d'ingresso, ad esempio, suggeriva uno stile classicistico che lo rendeva poco attraente; la sala invece offriva, nel suo insieme, una spazialità resa dalla cura tecnologica, dalle decorazioni, dai colori e dalla varietà dei materiali utilizzati.
Questa sala conteneva oltre duemila posti, organizzata in platea e galleria secondo una concezione moderna. Alla realizzazione di questa sala hanno partecipato Wollner e Carl Unger, il sipario, invece, è stato realizzato da Rudolf Holflehner (allievo della scuola d'arte di Vienna).
Le pareti della sala furono realizzate in struttura mista, con pannelli di legno e materiali per una miglior insonorizzazione.
Il soffitto ha una decorazione pittorica che riconduce alla sensazione del metallo.
Il velluto color ciclamino delle poltrone realizzava un notevole contrasto con la moquette azzurra del pavimento.
La Sala Grande del Festspielhaus di Salisburgo fu inaugurata il 26 luglio 1960 con Der Rosenkavalier diretto da Herbert von Karajan.
L'attuale Festspielhaus, invece, presenta un Auditorium con una pianta quasi quadrata di circa 35 metri, offrendo 2179 posti a sedere.
Il pavimento del foyer è costituito da serpentino verde con mosaici che ritraggono cavalli.
Il portale di marmo sul lato nord, che si affaccia su Karajan-Platz, è un'opera dell'architetto barocco Johann Bernhard Fischer von Erlach. Sulla facciata rivolta verso l'Hofstallgasse, invece, c'è un'iscrizione opera del padre benedettino Thomas Michel: "SACRA CAMENAE DOMUS / CONCITIS CARMINE PATET / QUO NOS ATTONITOS / NUMEN AD AURAS FERAT".
Inoltre la Festspielhaus contiene numerosissime opere d'arte come ad esempio: pitture murali di Rudolf Plattner; porte in bronzo di Toni Schneider Manzell; tre arazzi di Richard Kurt Fischer sul "fuoco", "acqua" e "aria"; un arazzo di Giselbert Hoke (Lotta tra il bene e il male), sculture in ceramica di Arno Lehmann; arazzi di Oskar Kokoschka.

## L'architettura a Graz
Molti importanti gruppi di architetti lavorano nella seconda metà del Novecento per rinnovare la città di Graz. Uno fra i più importanti è Karl Lorenz, che appartiene ad una generazione più anziana rispetto a quella di Arbeitsgruppe 4, ma, a livello di professionalità e di voglia di sperimentazione, è molto legato alle giovani leve dell'architettura di quest'epoca. Grazie ai vari incarichi ottenuti, Lorenz ha avuto una grande occasione per continuare il suo linguaggio formale integrato con le nuove tecniche costruttive.
Lorenz ha avuto incarichi importantissimi: tra questi spicca il complesso di edifici per l'Università di Graz con l'Istituto di chimica e gli uffici per le Tecniche Hochschule, con la collaborazione degli architetti Repolusk, Ilgerl, Worschitz e Weixler (in seguito assistenti della Montanistiche Hochschule di Leoben).
Le altre opere di Lorenz sono alcune chiese tra cui quella parrocchiale di Gratz-Andritz.
Ilgerl tenta, invece, di imprimere di più il tecnicismo, realizzando lo Sporthalle di Graz. Si tratta di uno stadio dedicato agli sport sul ghiaccio in inverno e agli altri sport in estate.
Uno degli esempi più ammirevoli dell'architettura della città di Graz è senza dubbio la Centrale termica costruita tra il 1963 e il 1964 sul progetto dell'architetto Schuster. L'opera è formata da una struttura in acciaio e all'esterno è costituita da eleganti partiture di infissi metallici o di alluminio che la rendono raffinata nell'insieme.
Un altro gruppo che opera a Graz è quello formato dai giovani architetti Eugen Gross, Friedl Gross, Werner Hollomey, Hermann Pichler, famosi per le opere come la casa per studenti in Schubertstrasse e il complesso dell'Evangelisches Studentenheim di Graz.
Ancora a Graz sono da citare la Mercedes Hall del 1964 su progetto di Garstenauer e la Katholische Pädagogische Akademie del 1963 dell'architetto Eilfried Huth.

## I nuovi architetti degli anni Sessanta
Le nuove leve dell'architettura austriaca nel secondo dopoguerra partono dal 1958 con un gruppo di giovani che iniziarono a studiare nuove possibilità per l'architettura degli anni successivi.
Tra questi spicca Feuerstein che attua importanti pubblicazioni di lavori di revisione civica e realizza il Klubseminar della Technische Hochschule di Vienna. A lui si affiancano Hans Hollein, Pichler, Wilhelm Holzbauer, Klaus W. Gartler e Helmut Rieder. A Hollein si deve l'esposizione nel 1962 di una serie di "Transpositionen", ovvero gli studi delle possibilità di variazione sulla funzionalità di un oggetto tecnico. In seguito elabora un progetto per un teatro universitario che ha elementi ripresi dall'espressionismo tedesco.
A Holzbauer si deve invece un tipo di edificio per uffici accessibile con elicotteri.
Gartler e Rieder elaborano, infine, un organismo di città verticale immaginato come valida alternativa alla città di Graz, molto somigliante ad alcune proposte presentate in Italia per il concorso dell'attuazione del programma di edilizia sociale a Napoli nel 1964..